# Their Satanic Majesties Request
Their Satanic Majesties Request er et psykedelisk rock album fra Rolling Stones, og udgivet i 1967. Titlen er et ordspil, der kører på frasen "Her Britannic Majesty requests and requires...", der findes i engelske pas. Selvom det dengang blev betragtet som et dårligt plagiat af Sgt. Pepper's Lonely Hearts Club Band, bliver det i dag betragtet som et af psykedelisk rock bedste albums.

## Historie
Optagelserne begyndte lige efter at Between The Buttons var blevet udgivet, men på grund af retssager og fængelsesophold kom de til at trække meget ud. 
Their Satanic Majesties Request, der udkom i december 1967, blev ikke særlig godt modtaget, da den blev betragtet som et dårligt plagiat på The Beatles Sgt. Pepper's Lonely Hearts Club Band (udgivet i juli 1967). Den solgte meget godt til at starte med og nåede op på en 3. plads på den engelske, og en 2. plads på den amerikanske hitliste, men interessen for den døde hurtigt igen. Publikums reaktion plus Jagger og Richards stigende afvisning af flower power scenen resulterede i et vendepunkt for Stones, som i 1968 gik tilbage til den hårde blues, som gjorde dem berømte tidligt i deres karriere. 
Set i bakspejlet er albummet et unikt og kreativt bidrag fra Stones side. Det afspejler de eksperimentelle tilbøjeligheder og udsøgende musikalske interesser, som Brian Jones og session arranger og fremtidigt Led Zeppelin medlem John Paul Jones havde.
Det indikerer den retning, som gruppen kunne have taget, men som de afslog til fordel for den mere sikre blues og country inspirerede lyd. Ligesom Sgt. Pepper's Lonely Hearts Club Band afspejler albummet periodens psykedeliske stemning, men ulig Sgt. Peppers, blev Their Satanic Majesties Request betragtet som en fiasko i samtiden.
På de første udgaver var der et 3-D billede på forsiden af coveret, hvilket var det første af fire Stones covere med nipsting på coveret (de andre var lynlåsen på Sticky Fingers, de udskårne ansigter på Some Girls, og klistermærkerne på Undercover). På senere udgivelser blev 3-D billedet erstattet af et standard foto. Hvis man kigger nærmere efter på fotoet, vil man kunne genfinde alle fire medlemmer af The Beatles i de to nederste hjørner. Fra og med dette album blev ikke-opsamlingsalbum udgivet i ens udgaver i hele verden.

## Spor
- Alle sange er skrevet af Mick Jagger and Keith Richards hvor intet andet er påført.

1. "Sing This All Together" – 3:47
2. "Citadel" – 2:51
3. "In Another Land" (Bill Wyman) – 3:14
  - Dette er første gang Bill Wyman optræder på et officielt Rolling Stones album. Downtown Suzie fra Metamorphosis var den anden (og sidste) sang Wyman skrev og som blev indspillet og udgivet af The Stones. Den Slutter med en optagelse af Wymans snorken. Steve Marriott og Ronnie Lane fra The Small Faces er med på guitar og kor.
4. "2000 Man" – 3:08
5. "Sing This All Together (See What Happens)" – 8:34
  - Der har længe verseret rygter om at John Lennon og Paul McCartney sang kor på skæring 1 & 5, og på SACD genudgivelsen fra 2002 kan man tydeligt høre en stemme magen til Lennons
6. "She's a Rainbow" – 4:35
  - Strygere arrangeret af John Paul Jones (Senere medlem af Led Zeppelin)
  - Ifølge rygterne synger John, Paul, George og Ringo fra The Beatles "la-la-la" korvokalerne
7. "The Lantern" – 4:23
8. "Gomper" – 5:09
9. "2000 Light Years from Home" – 4:45
10. "On With The Show" – 3:39

## Musikere
- Mick Jagger – Sang, Kor, Perkussion
- Keith Richards – Elektrisk Guitar, Kor, Guitar, Akustisk Guitar
- Brian Jones – Mellotron, Perkussion, Trompet, Basun, Saxofon, Fløjte, Orgel, Kor, Akustisk Guitar, Sitar, Tamboura, Sarod, Klaver, Cembalo, Tabla
- Charlie Watts – Trommer, Perkussion
- Bill Wyman – Bass, Sang, Kor, Mellotron, Perkussion
- Nicky Hopkins – Klaver
- Ronnie Lane – Kor
- Steve Marriott – Kor, Akustisk guitar, Klaver
- Ian Stewart – Orgel